# ماند، لوزر
ماند، لوزر (به فرانسوی: Mende) یک کمون در فرانسه است که در Arrondissement of Mende واقع شده‌است.

## خصوصیات
ماند ۳۶٫۵۶ کیلومترمربع مساحت و ۱۲٬۳۷۸ نفر جمعیت دارد و ۷۳۲ متر بالاتر از سطح دریا واقع شده‌است.

## خواهرخوانده
شهرهای وونزیدل، ولترا و ویلا رئال خواهرخوانده‌های ماند، لوزر هستند.